# 邊和省

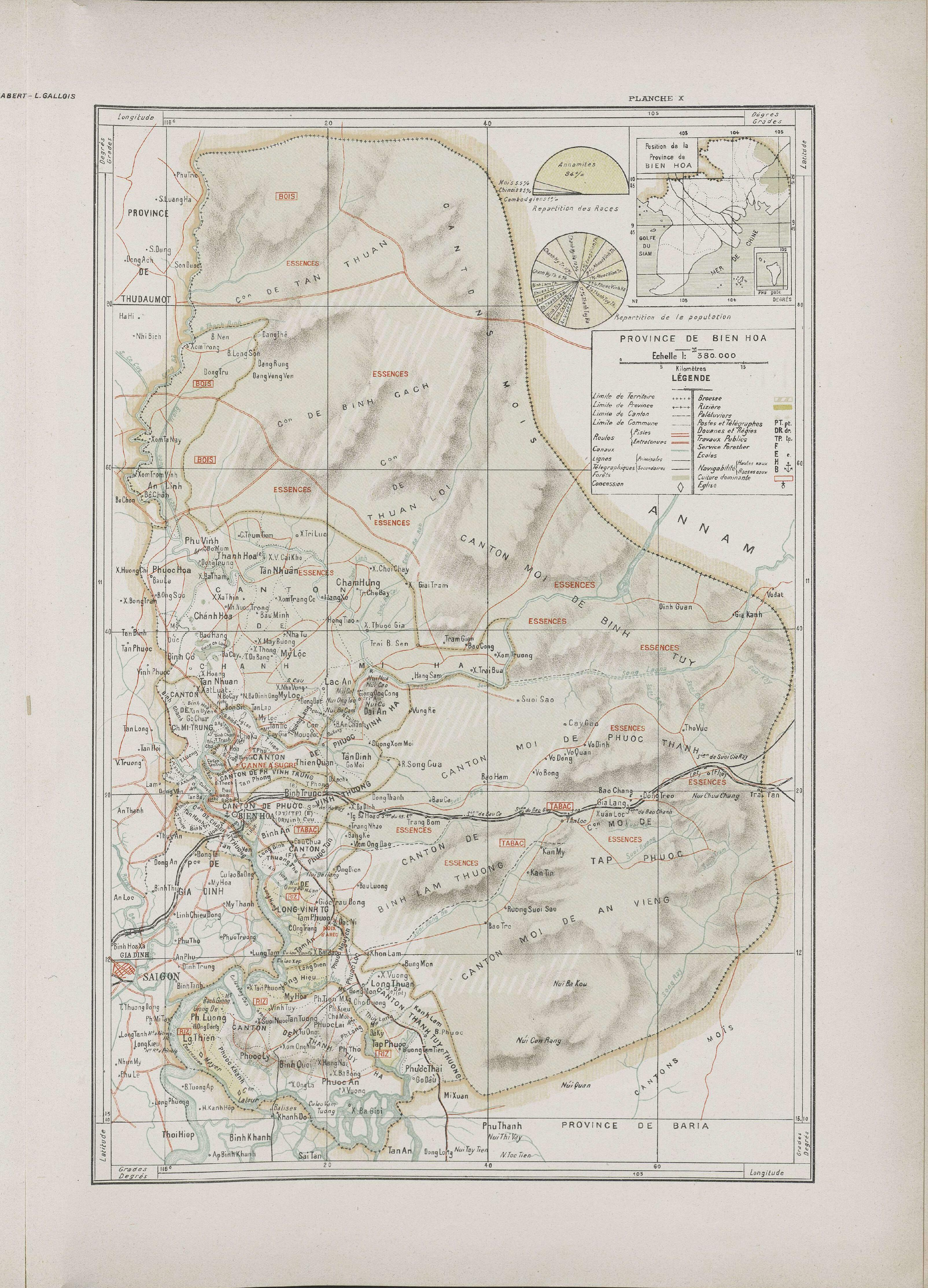
法属印度支那时期的邊和省地图

邊和省（越南语：／）是越南曾经设立的一个省。该省占地面积2,352平方公里，毗邻福綏省、隆慶省、平陽省、嘉定省。
1976年2月，越南南方共和国臨時革命政府将邊和省并入同奈省。

## 行政區劃
1970年，邊和省下轄6郡。
- 德修郡
- 新淵郡
- 公清郡
- 以安郡
- 隆城郡
- 仁澤郡

## 省長
- 馬生仁（Má Sanh Nhơn）中校：1964年11月-1965年2月[2]
- 林光征（Lâm Quang Chính）中校[3]
- 陳文二（Trần Văn Hai）上校[4]（與陳文二准將同名）
- 刘奄上校（Lưu Yểm）：1974年-1975年[5]